# 張佩成
張佩成（1941年1月20日—2016年3月31日），台灣男性電影導演，曾獲得第13屆金馬獎最佳導演獎。

## 生平
張佩成於1964年於國立藝專美術印刷科（今國立臺灣藝術大學圖文傳播藝術學系）畢業，在同一年進入國聯影業擔任美術設計。1969年，張佩成導演《丈夫與我》，同年第二部導演作品《淚的小花》大受歡迎。
張佩成於1976年以《狼牙口》獲得第13屆金馬獎最佳導演獎。

## 作品
- 1969年：《丈夫與我》
- 1969年：《淚的小花》
- 1970年：《最長的約會》
- 1973年：《狂風暴雨》
- 1975年：《咆哮山林》
- 1976年：《狼牙口》
- 1976年：《森林之虎》
- 1977年：《鄉野奇談》
- 1977年：《密密相思林》
- 1977年：《老虎崖》
- 1978年：《鐵燕》
- 1979年：《成功嶺上》
- 1980年：《鄉野人》
- 1981年：《大湖英烈》
- 1982年：《血戰大二膽》
- 1983年：《風車與火車》
- 1984年：《頤園飄香》
- 1984年：《小逃犯》
- 1986年：《二手貨》
- 1986年：《老虎來了》
- 1991年：《燒郎紅》

## 外部連結
- 張佩成在互联网电影资料库（IMDb）上的資料（英文）（英文）
- 張佩成在香港影庫上的簡介
- 張佩成在豆瓣上的资料（简体中文）
- 張佩成在时光网上的簡介（简体中文）

1. ↑  . www.tfai.org.tw.   [2023-04-19]. （原始内容存档于2023-04-23）.